# Giorgio Ravaz

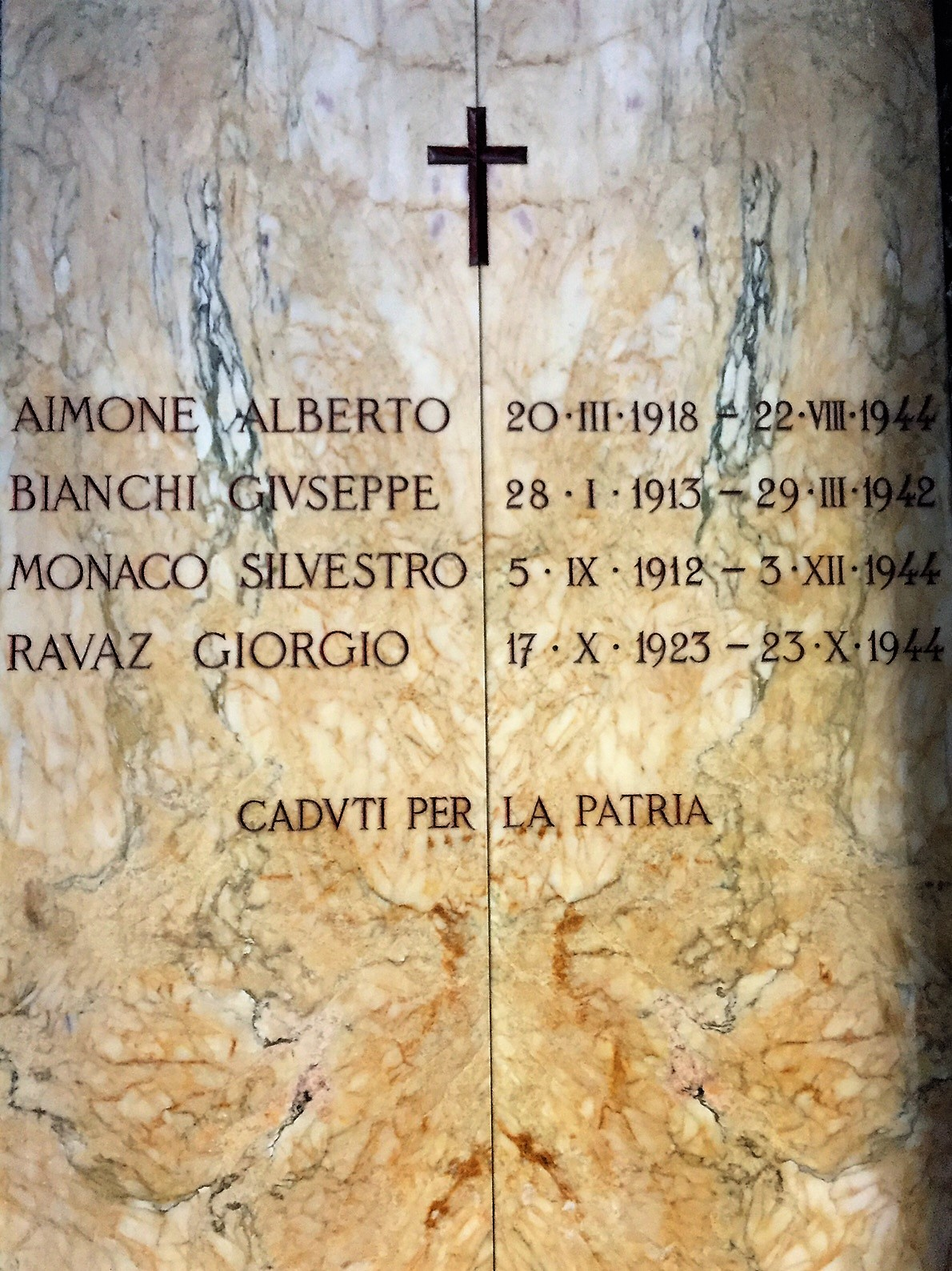
Lastra commemorativa a caduti per la patria sita nell'atrio d'ingresso dell'edificio scolastico di via Paganini, 22, Torino.

Giorgio Ravaz (pron. fr. AFI: [ʁava]) (Torino, 17 ottobre 1923 – Chésod, 23 ottobre 1944) è stato un partigiano italiano con qualifica gerarchica di sottotenente nella Banda autonoma "Marmore", operante nell'area della Valtournenche (Valle d'Aosta). Morì nello scontro con le milizie nazifasciste giunte a Chésod, frazione di Antey-Saint-André, per un rastrellamento. Fu insignito di medaglia di bronzo al valor militare "alla memoria".

## Biografia
Figlio di Paolo Augusto Ravaz e Teresa Reviglio, era nato a Torino il 17 ottobre 1923 e aveva frequentato l'ITIS per tessili e chimici tintori dal 1939 al 1943. L'istituto aveva sede in Via Niccolò Paganini 22 a Torino, l'attuale sede dell'Istituto professionale statale  Beccari. Nell'anno scolastico 1943-1944 Giorgio Ravaz risultava iscritto al quarto anno. Allora residente a Torino, il ragazzo venne chiamato alle armi, in forza all'8º Reggimento Autieri (Roma), il 16 gennaio 1943.
Ravaz scelse la renitenza alla leva dal 1º febbraio 1944,  arruolandosi tra le file della resistenza partigiana: entrò nella Banda "Marmore" (in seguito ricreata e rinominata 101ª Brigata Garibaldina Marmore), operante in Valtournenche (Valle d'Aosta) all'interno della quale assunse il grado di sottotenente dal 15 agosto 1944. 
Organizzatasi nel febbraio 1944 come Formazione autonoma "Tito" la banda era una formazione non legata ai partiti del Comitato di Liberazione Nazionale e contraria ad una eventuale annessione della Valle d'Aosta alla Francia. Comandata da Celestino “Tito” Perron, era costituita da elementi profondamente legati al territorio, provenienti dalla valle e dai dintorni, che nel tempo giunse a contare quasi duecento uomini armati. L'attività della banda consisteva in prelevamento o disarmo di militi e presidi, azioni di guerriglia e sabotaggio ai danni degli avamposti tedeschi, come il deragliamento di treni nel luglio 1944. 
La banda venne duramente colpita da un pesante rastrellamento tedesco il 28 ottobre 1944, che causò la morte di tredici componenti, il ferimento di una trentina e il forte ridimesionamento del gruppo. Tra i caduti figura Giorgio Ravaz, morto in combattimento il 28 ottobre 1944 presso Chésod, frazione di Antey-Saint-André; altri componenti del gruppo furono catturati ed immediatamente fucilati sul posto. Il corpo di Ravaz fu ritrovato solo molti mesi dopo, il 12 aprile 1945. A dare l'annuncio della sua morte e del successivo ritrovamento del cadavere sarà il necrologio del quotidiano Il Popolo nuovo martedì 15 e mercoledì 16 maggio 1945. 
Agli inizi del 1945 Tito e compagni si riorganizzeranno, fondando la 101ª Brigata Garibaldina “Marmore”, grazie alle armi avute dagli alleati in Francia e all’appoggio del CLN di Torino.